# Merry&Hell Go Round
Merry&Hell Go Round는 2003년 6월 27일에 발매된 OLIVIA의 2번째 미니앨범이다.
가사는 전부 영어로 되어있다.
타워 레코드에서 독점판매되었다.

## 트랙리스트
1. SpidERSpins
2. Denial
3. Blind Unicorn
4. Cupid
5. Sugarbloodsuckers

## 순위
| 일자       | 순위       | 집계        |
| 2003/07/01 | 첫등장14위 | 06/23~06/29 |
| 2003/07/08 | 37위       | 06/30~07/07 |
| 2003/07/15 | 40위       | 07/08~07/14 |
| 3주        | 최고14위   |             |

- 출처 : https://web.archive.org/web/20100608164555/http://tom-neko.hp.infoseek.co.jp/